# Berta Tricio Gómez
Berta Tricio Gómez (Miranda de Ebro, 1962) es una médica y política española afiliada al PSOE. Ocupó el cargo de subdelegada del Gobierno en la provincia de Burgos durante ocho años, desde 2004 hasta 2012.

## Biografía
Berta Tricio nació en Miranda de Ebro en el año 1962. Estudió Medicina y Cirugía por la Universidad del País Vasco en Bilbao en 1983 y, una vez licenciada, obtuvo plaza en el Hospital Psiquiátrico de Oña. Centrándonos en su actividad política, en 1999 se alzó con el cargo de alcaldesa de Oña hasta 2003. Al año siguiente obtuvo el puesto de subdelegada del gobierno en la provincia de Burgos, cargo que abandonó en 2012 cuando fue sustituida por José María Arribas.
Como presidenta de la Comisión Informativa de Cultura y Desarrollo Turístico del Ayuntamiento de Oña impulsa la creación de "el jardín secreto", proyecto artístico que toma lugar desde 2013 en los jardines del convento de San Salvador. 
Está casada y tiene un hijo.